# Fryderyk Proński
Symeon (Semen) Fryderyk Hlebowicz Proński (zm. 1555 w Wilnie) – książę, starosta bracławski i winnicki, od 1544 wojewoda kijowski,  syn Hleba Prońskiego.  
Do przejścia z prawosławia na katolicyzm (1554) nosił imię Semen, po konwersji przyjął imię Fryderyk. 
Symeon Fryderyk Proński, ożenił się z Fedorą Bohowityn, córką Bohusza Fedora Bohowityna. Był pochowany w kościele św. Franciszka i św. Bernardyna w Wilnie. Jego syn Aleksander Frydrychowicz Proński był kasztelanem trockim w latach 1591-95.